# Томарес
Томарес (ісп. Tomares) — муніципалітет в Іспанії, у складі автономної спільноти Андалусія, у провінції Севілья. Населення — 23 310 осіб (2010).
Муніципалітет розташований на відстані близько 390 км на південний захід від Мадрида, 4 км на захід від Севільї.

## Демографія
Динаміка населення (INE ):

## Галерея зображень

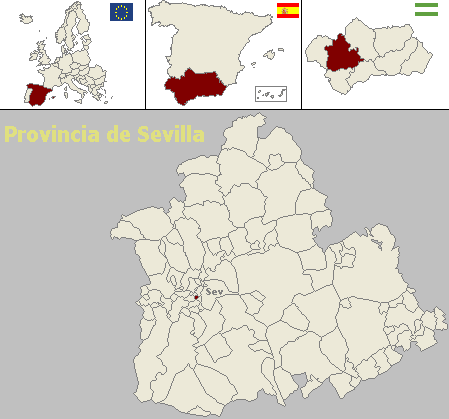
Розташування муніципалітету Томарес у провінції Севілья
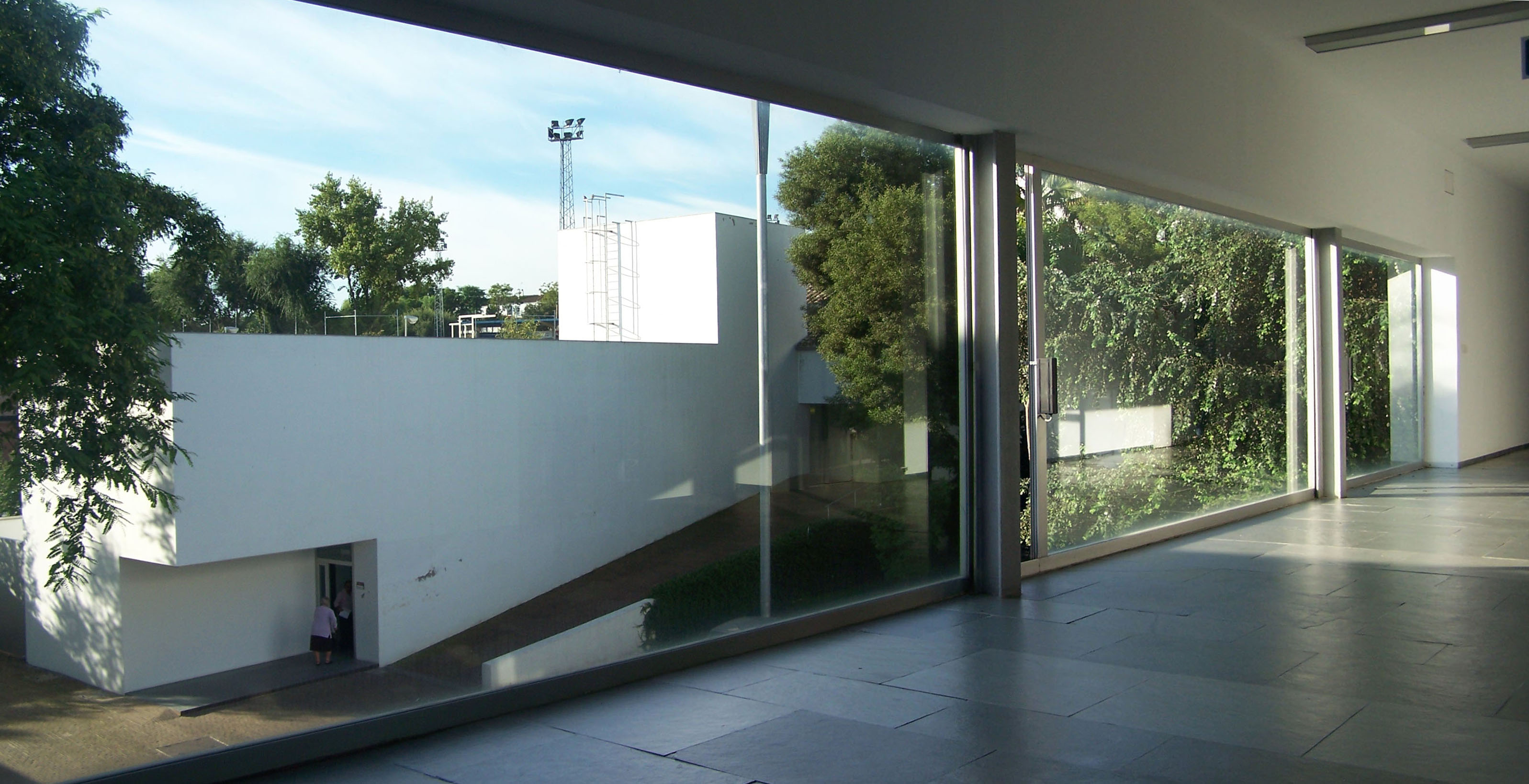
Муніципальна рада